# さわらサクラ幼稚園
さわらサクラ幼稚園（さわらさくらようちえん）は、福岡県福岡市早良区にある私立幼稚園。福岡こども短期大学の附属幼稚園である。

## 概観
ピンクの園舎が特徴の郊外型幼稚園である。室見川沿いに位置し、四箇田団地付近。園児の「自主性」と「創造性」を育てることを教育テーマとしている。福岡こども短期大学の附属幼稚園のため、教育実習生が幼児教育研究として誕生会や運動会、観劇会など様々な行事で支援に参加している。

## 沿革
- 1977年 - せふり幼稚園として開園
- 2022年 - さわらサクラ幼稚園に改称

## 所在地
- 福岡県福岡市早良区四箇田団地6-1

## 交通
- 西鉄バス四箇田団地停から徒歩1分